# Ризька затока
Ри́зька затока (латис. Rīgas līcis, ест. Liivi laht) — затока на сході Балтійського моря між Латвією і Естонією.
Від відкритого Балтійського моря його відокремлюють півострів Курземе та Моонзундський архіпелаг. 

## Географія
Частково відокремлена від решти моря естонським островом Сааремаа. Провідне сполучення з Балтійським морем — Ірбенська протока.
- Площа: 16 300 км²
- Найбільша довжина: 174 км
- Найбільша ширина: 137 км
- Найбільша глибина: 67 м

## Солоність води
У Ризькій затоці солоність навіть нижча, ніж у Балтійському морі, через малу глибину та інтенсивний приплив прісної води. Солоність зазвичай становить близько 5 проміле на поверхні і близько 6 проміле на дні. Навесні в південній частині Ризької затоки солоність низька - лише близько 3 проміле на поверхні ― через надходження паводкових вод з річок Даугава, Лієлупе і Гауя; в Пярнуській затоці солоність також не перевищує 4 проміле, в той час як в центральній частині затоки вона перевищує 6 проміле на дні.
Влітку солоність вирівнюється на поверхні затоки. У серпні, коли відбувається різкий стрибок температури, солоність двох водних мас дещо відрізняється. Градієнт солоності поступово знижується з градієнтом температури. Восени сильні шторми збільшують обмін води через протоку Ірбе, і з Балтійського моря надходить більше солоної води, інтенсивно перемішуючи водні маси як по вертикалі, так і по горизонталі, завдяки чому температура і солоність стають досить рівномірними по всій глибині затоки.

## Топоніми Ризької затоки

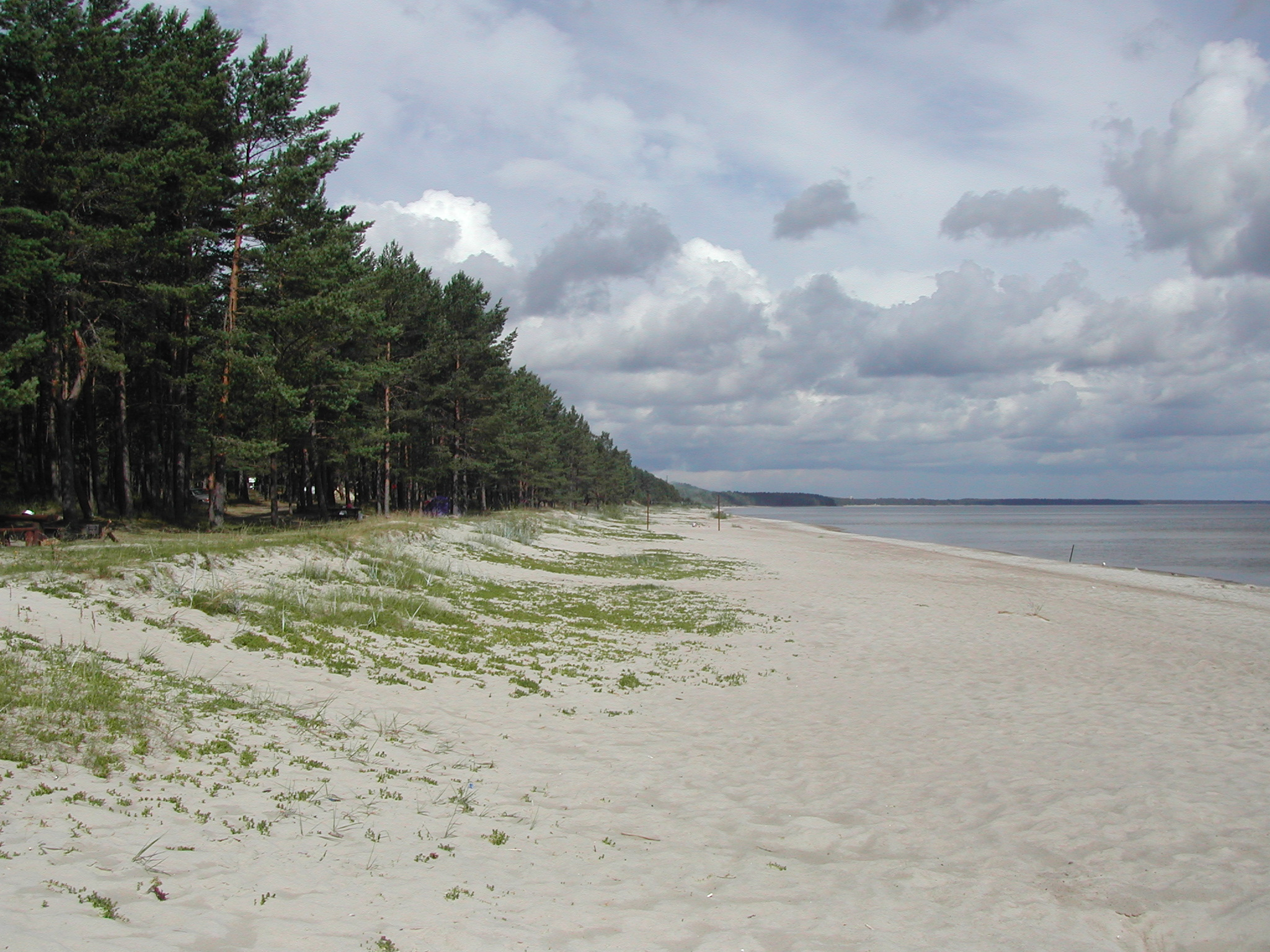
Пляж в Латвії, Ризька затока

### Міста
- Юрмала
- Пярну
- Рига

### Острови
- Рухну
- Сааремаа
- Кіхну

### Протоки що з'єднують з Балтійським морем
- Ірбенська протока
- Сур-Вяйн
- Вяйке-Вяйн
- Муху (Моонзунд)
- Соела-Вяйн

### Річки
- Західна Двіна (Даугава)
- Лієлупе
- Гауя
- Салаца
- Пярну

## Назви на старих картах
- Карта Lucas Janszoon Waghenaer 1583 року — Magno Ruijne [Архівовано 23 липня 2017 у Wayback Machine.]
- Карта Lucas Janszoon Waghenaer 1588 року — Rugshe bottom [Архівовано 20 грудня 2017 у Wayback Machine.]
- Карта Gerard De Jode 1593 року — Wijen dōnes [Архівовано 20 березня 2017 у Wayback Machine.]
- Карта Pierre Mortier 1710 року — Clylipenus sinus [Архівовано 20 березня 2017 у Wayback Machine.]